# Oscar Malbernat
Oscar Miguel Malbernat (La Plata, 2 de fevereiro de 1944 — La Plata, 9 de agosto de 2019) foi um futebolista e treinador argentino. Como jogador atuava como lateral e zagueiro. Comandou 18 diferentes equipes ao longo de sua carreira como técnico. Oscar Malbernat foi o capitão e símbolo do Estudiantes de La Plata multicampeão ao final dos anos 60, a época mais gloriosa do clube Pincha, quando o clube rojo de La Plata foi o primeiro a quebrar o monopólio de títulos nacionais dos chamados "grandes", os cinco grandes (Boca Juniors, River Plate, San Lorenzo, Independiente e Racing) que tinham a hegemonia desde a implantação do profissionalismo em 1931. Malbernat liderou o Estudiantes na conquista do Metropolitano de 1967 e em seguida conquistaram a Copa Libertadores da América por três vezes consecutivas (1968, 1969 e 1970). Ele levantou a taça da Copa Intercontinental de 1968 em pleno Old Trafford após bater o Manchester United em um confronto de dois jogos, entrando para história Pincharrata como o Gran Capitán do título mundial.

## Carreira
Iniciou sua carreira nas categorias de base do Estudiantes, destacando com o juvenil em um time até hoje conhecido como a  La Tercera que Mata, um extraordinário time composto por jovens iniciados no clube platense. Esse time acabaria sendo a base que anos mais tarde conquistariam a três vezes a Copa Libertadores e o Mundial de Clubes, era formado por grandes valores da história do clube, além de Oscar Malbernat, tinha: Juan Ramón Verón, Juan Echecopar, Eduardo Manera, Alberto Poletti, Julio Santella, Ramón Aguirre Suárez, Carlos Pachamé, Hugo Mateos, Carlos Maschio, Raúl Forteis, Eduardo Bocha Flores. A Tercera que Mata notabilizou-se por ganhar 24 de 34 partidas que disputaram e pela conquista do título de sua divisão em 1965 com um futebol que dava espetáculo e foi pioneiro no jogo polifuncional que o Estudiantes aplicaria em campo nos final dos anos 60.
Jogou pela primeira vez com a camisa principal roja y blanca em 1962, mas sua  estreia oficial com a camisa de Albirroja foi em 23 de agosto de 1964, quando o Estudiantes venceu por 1 a 0 Argentinos Juniors, pela 15ª rodada do torneio local, consolidando-se como titular em 1965 sob o comando técnico de Osvaldo Zubeldía. Na lateral desempenhava forte marcação e projeção ofensiva. Malbernat tinha como características futebolísticas a entrega e firmeza dentro de campo associados a compromisso tático, exercendo um bom papel defensivo em qualquer das laterais, mas fundamentalmente pela esquerda. Com a braçadeira de capitão foi líder e um dos pilares do clube na quebra da hegemonia dos grandes na Argentina que ocorreu com a conquista do Metropolitano de 1967.
Malbernat é conhecido por torcedores Pinchas como Gran Capitán, foi o capitão do Estudiantes na conquista do tricampeonato da Copa Libertadores da América (1968, 1969, 1970). Embora não tenha disputado os dois finais em 1970, por ter sido punido com uma suspensão de dois jogos após expulsão durante as semifinais em partida contra o River Plate.
Aos 24 anos, o jovem capitão teve a honra de ergue a Copa Intercontinental em 16 de Outubro de 1968, após empate de 1-1 em Old Trafford contra o lendário Manchester United de Sir Matt Busby. O Estudiantes havia vencido o primeiro jogo do confronto por 1-0 na Bombonera (estádio do Boca Juniors) em 25 de Setembro de 1968. Malbernat foi um dos mais elogiados defensivamente, após ajudar a defesa platense em anular o histórico ataque formado por Bobby Charlton, George Best e Denis Law. Os argentinos deram a volta olímpica diante de 63 mil pessoas, que os chamaram de "animais" antes do início da partidaem solo inglês.
Oscar Malbernat disputou 246 partidas pelo Estudiantes, marcou apenas um gol e conquistou seis títulos. Ao troféu Mundial e aos três Libertadores, são adicionados o campeonato local de 1967 e a Copa Interamericana de 1969. 
Sua carreira como jogador de rojo y blanco durou até 1972, quando foi transferido para o Boca Juniors junto com Carlos Pachamé. No Boca atuou como lateral-direito, jogou 37 partidas (sendo 32 como titular). Sua estreia ocorreu justamente contra seu antigo clube, em amistoso que o Boca Juniors derrotou o Estudiantes LP por 2-0 em 11 de Fevereiro de 1972. No ano seguinte, 1973, transferiu-se para o Racing, onde chegou a usar a braçadeira de capitão, mais devido a lesões encerrou a carreira aos 29 anos.

## Treinador
Oscar "Cacho" Malbernat não deu seu máximo apenas como jogador do Estudiantes, sempre disposto a ajudar em momentos difíceis do clube, o ex-jogador assumiu o comando técnico do clube platense em 1986 e em 2002. Iniciou esta nova etapa no futebol como técnico do Argentino de Quilmes em 1981, na última estadia do clube na Segunda Divisão (dentre os comandados, o ex-colega Juan Ramón Verón).
Sua carreira de treinador de futebol notabilizou-se por muitas idas e vindas na América do Sul, dirigindo diversos clubes em vário países sul-americanos. Logo iniciou sua carreira internacional com o Cerro Porteño do Paraguai (1984). Então, iniciou sua caminhada no continente: Club Atlético Sarmiento (1985), Nacional do Paraguai (1985), Estudiantes (1986-1988) ), Deportivo Quito do Equador (1989), Barcelona de Guayaquil, Equador (1990), El Nacional do Equador (1991), LDU de Quito, Equador (1992), Guaraní do Paraguai (1993), Deportivo Quito (1994), Provincial Osorno do Chile ( 1996), Audax Italiano do Chile (1997-1999), Cobreloa do Chile (2000-2001), Estudiantes (2002-2003), Universitario do Peru (2004), Universidade San Martín de Universidad de San Martín de Porres de Peru (2004-2005), Deportes Antofagasta do Chile (2006), Coquimbo Unido do Chile (2007), Nacional do Paraguai (2007-2008).
Ao todo foram 18 diferentes clubes treinados por Oscar Malbernat, no entanto, sua longa carreira como técnico de futebol não lhe rendeu títulos.

## Títulos

### Estudiantes de La Plata
- Primera División: Metropolitano de 1967
- Copa Libertadores da América: 1968, 1969, 1970
- Copa Intercontinental: 1968
- Copa Interamericana: 1969